# Höbärgningen
Höbärgningen är en oljemålning av den flamländske renässanskonstnären Pieter Bruegel den äldre. Den är utställd på Lobkowiczpalatset i Pragborgen. 
Höbärgningen saknar såväl signering som datering men tillhör utan tvivel Bruegels månadsbilder som utfördes 1565, en serie om sex målningar (varav en är förkommen) som skildrar olika tider på året. De beställdes av Nicolaes Jonghelinck(en), en köpman i Antwerpen, för sitt hus på landet. År 1594 gav Antwerpens stad de sex månadsbilderna som gåva till den habsburgske prinsen Ernst av Österrike i samband med att han utnämndes till guvernör i Spanska Nederländerna. Under oklara omständigheter kom tavlan i grevinnan Leopoldine Grassalkowitschs ägo omkring 1810. Genom arv förvärvades den därefter av den nuvarande ägarfamiljen Lobkowicz(en).
Denna bild representerar juni–juli som skildrar höbärgningen, det vill säga när gräset och örterna på ängen har nått sitt optimala näringsvärde och det dags att slå vallen. Som ofta i Bruegels måleri är blickpunkten högt placerad för att möjliggöra ett djupperspektiv och ett mäktigt panoramalandskap i bakgrunden. Stilgreppet lanserades av Joachim Patinir och benämns världslandskap eller med den tyska termen Weltlandschaft(en). Längst ner till vänster i bilden sitter en man och slipar sin lie. Tre kvinnor kommer gående i förgrunden med räfsor på axeln. Nere på fältet arbetar bönderna med att räfsa upp det redan slagna gräset och placera det på hövagnen. Människorna är avtecknade som små staffagefigurer; de är inte bara placerade i landskapet utan är i högsta grad en del av det, och deras olika göromål markerar årets faser minst lika väl som landskapets egna skiften.

## Bruegels månadsbilder

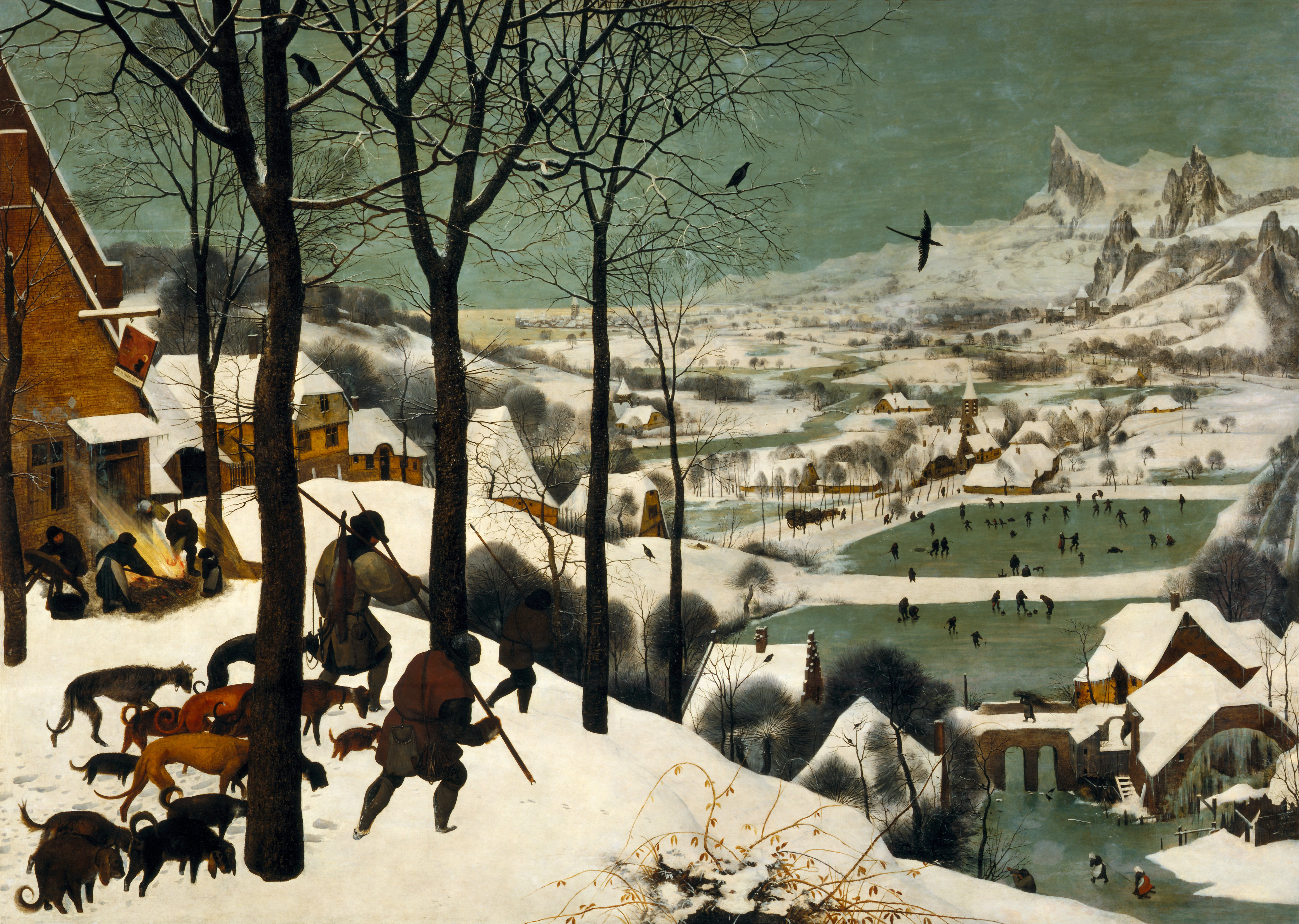
Jägarna i snön (december–januari ), Kunsthistorisches Museum.
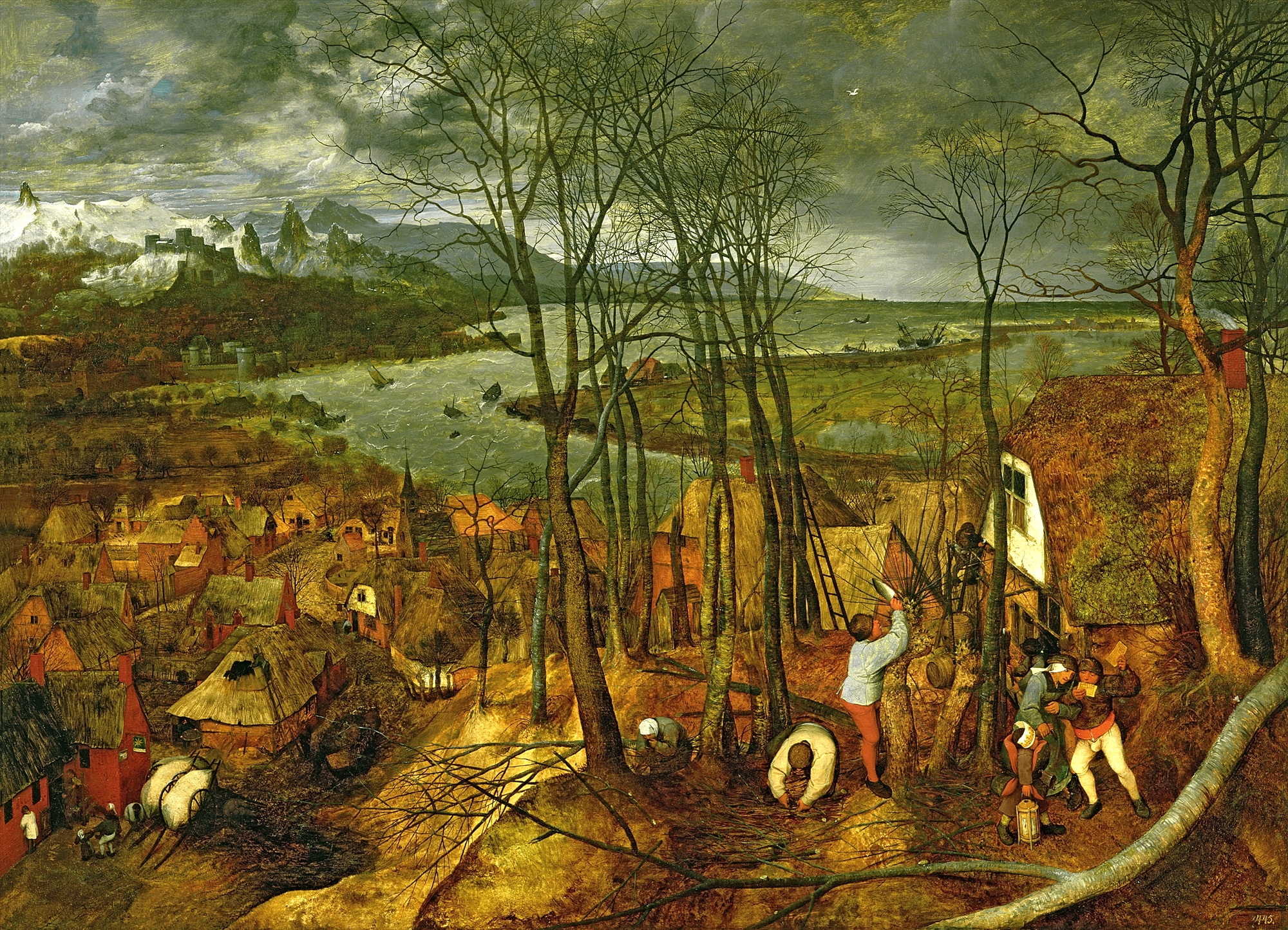
Den dystra dagen (februari–mars), Kunsthistorisches Museum.
Skördemän (augusti–september), Metropolitan Museum of Art.
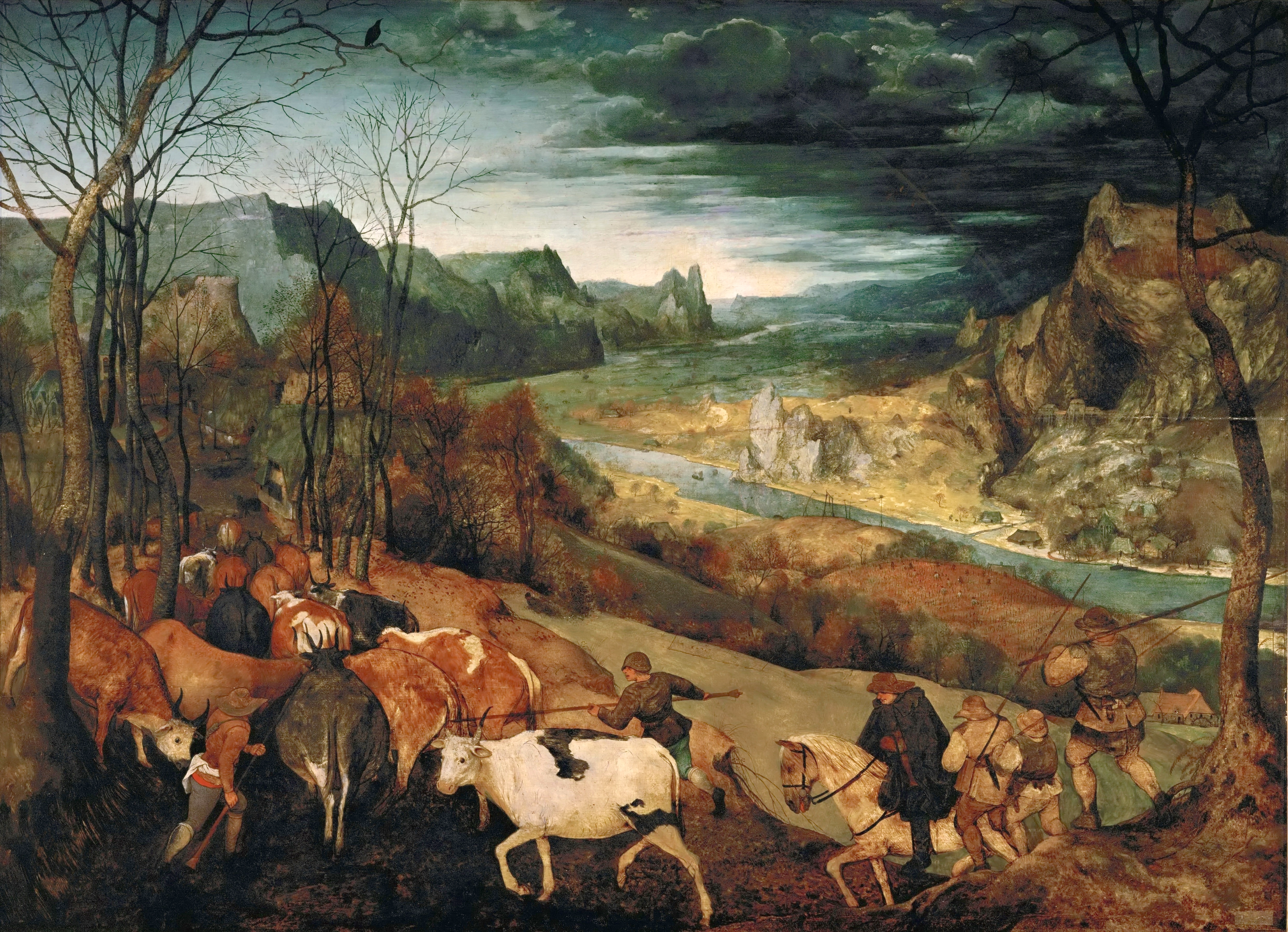
Hjorden återvänder (oktober–november), Kunsthistorisches Museum.